# Утрехтський псалтир

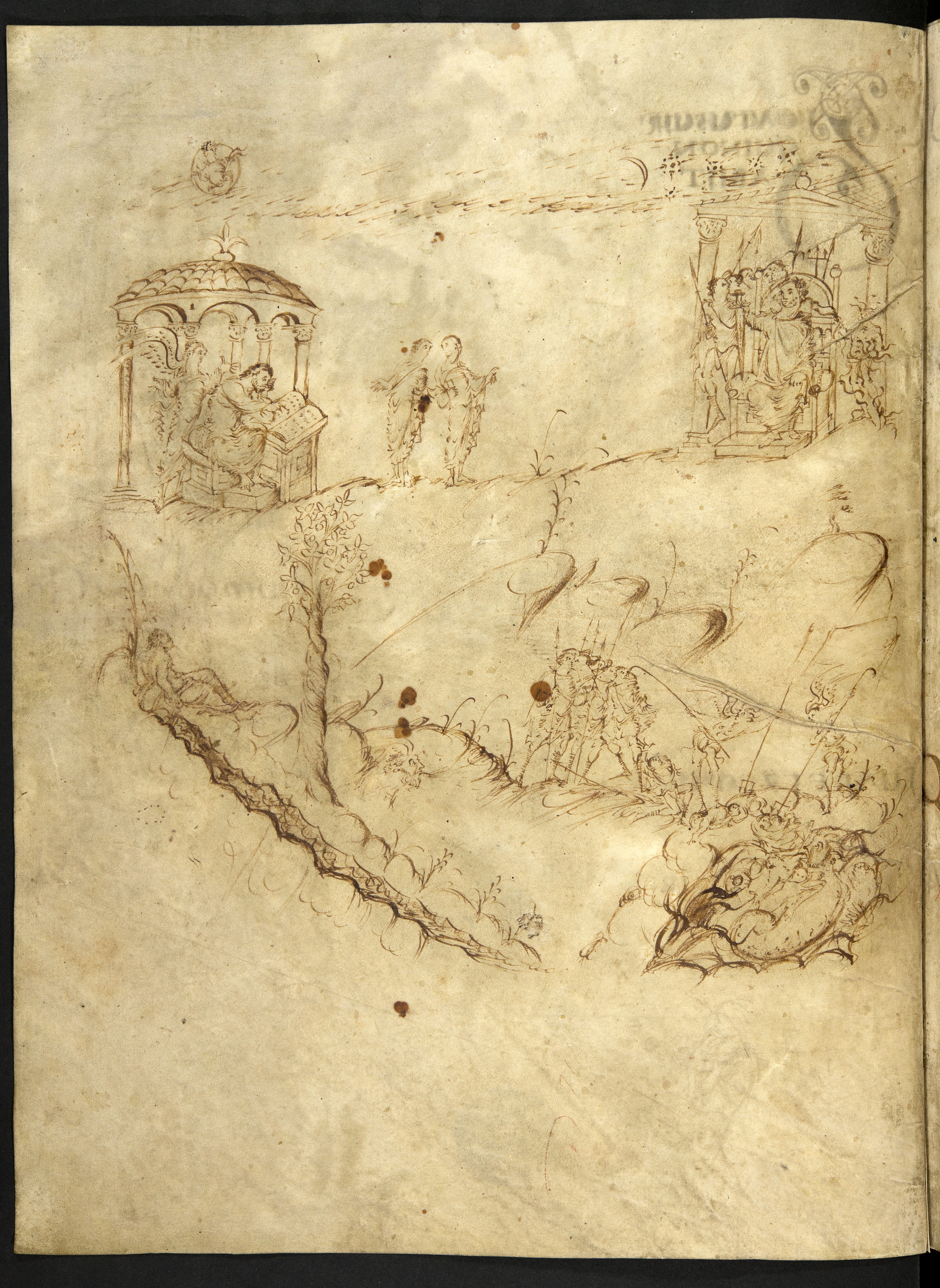
Утрехтський псалтир, IX століття

Утрехтський псалтир (нід. Utrechts Psalter) — пам'ятка середньовічного книжкового мистецтва, що зберігається в університетській бібліотеці Утрехта (Нідерланди).

## Короткий опис
Утрехтський псалтир є видатною пам'яткою книжкового ілюстрування епохи Каролінзького Відродження. Вона була створена близько 820–835 років в бенедиктинському монастирі Овілле в Шампані й прикрашена 166 ілюстраціями, зробленими тушшю. Текст написаний латинською мовою. Приблизно в цей же час в Овіллерському абатстві цими ж каліграфами й художниками було виготовлене й Євангеліє Еббона. З 1732 року Утрехтський псалтир зберігається в бібліотеці університету міста Утрехт.